# Sonny Stitt
Sonny Stitt (2. února 1924 Boston, Massachusetts, USA – 22. července 1982 Washington, D.C., USA) byl americký jazzový saxofonista.
V roce 1960 vydal společné album s Milesem Davisem. Rovněž spolupracoval s dalšími hudebníky, jako jsou Billy Eckstine, Jimmy Jones, Gene Ammons, Hank Jones, Charlie Parker, Dizzy Gillespie, Herb Ellis, Oscar Peterson, Jim Hall, Art Blakey a Milt Jackson. Vydal také řadu alb pod svým jménem.